# Lijst van voetbalinterlands Australië - Oezbekistan (vrouwen)
Deze lijst van voetbalinterlands is een overzicht van alle officiële voetbalinterlands tussen de nationale vrouwenteams van Australië en Oezbekistan. De landen hebben tot nu toe drie keer tegen elkaar gespeeld.

## Wedstrijden
| № | Plaats    | Datum            | Competitie                          | Wedstrijd               | Uitslag |
| - | --------- | ---------------- | ----------------------------------- | ----------------------- | ------- |
| 1 | Taipei    | 23 februari 2007 | Olympische Spelen 2008 kwalificatie | Oezbekistan − Australië | 0 − 10  |
| 2 | Tasjkent  | 24 februari 2024 | Olympische Spelen 2024 kwalificatie | Oezbekistan − Australië | 0 − 3   |
| 3 | Melbourne | 28 februari 2024 | Olympische Spelen 2024 kwalificatie | Australië − Oezbekistan | 10 − 0  |

## Samenvatting
| Competitie                     | Totaal gespeeld | Winst Australië | Gelijk | Winst Oezbekistan | Doelsaldo Australië – Oezbekistan |
| ------------------------------ | --------------- | --------------- | ------ | ----------------- | --------------------------------- |
| Olympische Spelen kwalificatie | 3               | 3               | 0      | 0                 | 23 − 0                            |
| Totaal                         | 3               | 3               | 0      | 0                 | 23 − 0                            |